# Deadwood (Fernsehserie)/Episodenliste

Logo zur Serie

Diese Episodenliste enthält alle Episoden der US-amerikanischen Dramaserie Deadwood sortiert nach der US-amerikanischen Erstausstrahlung. Zwischen 2004 und 2006 entstanden in drei Staffeln 36 Episoden mit einer Länge von jeweils etwa 50 Minuten.

## Übersicht
| Staffel | Episodenanzahl | Erstausstrahlung USA | Erstausstrahlung USA | Deutschsprachige Erstausstrahlung | Deutschsprachige Erstausstrahlung |
| Staffel | Episodenanzahl | Staffelpremiere      | Staffelfinale        | Staffelpremiere                   | Staffelfinale                     |
| ------- | -------------- | -------------------- | -------------------- | --------------------------------- | --------------------------------- |
| 1       | 12             | 21. April 2004       | 13. Juni 2004        | 16. April 2005                    | 24. Mai 2005                      |
| 2       | 12             | 6. März 2005         | 22. Mai 2005         | 6. Oktober 2005                   | 22. Dezember 2005                 |
| 3       | 12             | 11. Juni 2006        | 27. August 2006      | 24. August 2007                   | 9. November 2007                  |

## Staffel 1
Die Erstausstrahlung der ersten Staffel war vom 21. April bis zum 13. Juni 2004 auf dem US-amerikanischen Kabelsender HBO zu sehen. Die deutschsprachige Erstausstrahlung sendete der Sender Premiere Film vom 16. April bis zum 24. Mai 2005.
| Nr. (ges.) | Nr. (St.) | Deutscher Titel             | Originaltitel                    | Erstausstrahlung USA | Deutschsprachige Erstausstrahlung (D) | Regie            | Drehbuch          |
| ---------- | --------- | --------------------------- | -------------------------------- | -------------------- | ------------------------------------- | ---------------- | ----------------- |
| 1          | 1         | Stadt ohne Gesetz           | Deadwood                         | 21. März 2004        | 16. Apr. 2005                         | Walter Hill      | David Milch       |
| 2          | 2         | Mord ohne Auftrag           | Deep Water                       | 28. März 2004        | 19. Apr. 2005                         | Davis Guggenheim | Malcolm MacRury   |
| 3          | 3         | Gold!                       | Reconnoitering the Rim           | 4. Apr. 2004         | 26. Apr. 2005                         | Davis Guggenheim | Jody Worth        |
| 4          | 4         | Sein letztes Spiel          | Here Was a Man                   | 11. Apr. 2004        | 26. Apr. 2005                         | Alan Taylor      | Elizabeth Sarnoff |
| 5          | 5         | Kurzer Prozess              | The Trial of Jack McCall         | 18. Apr. 2004        | 3. Mai 2005                           | Ed Bianchi       | John Belluso      |
| 6          | 6         | Pocken                      | Plague                           | 25. Apr. 2004        | 3. Mai 2005                           | Davis Guggenheim | Malcolm MacRury   |
| 7          | 7         | Bullocks Rückkehr           | Bullock Returns to the Camp      | 2. Mai 2004          | 10. Mai 2005                          | Michael Engler   | Jody Worth        |
| 8          | 8         | Keine Gnade                 | Suffer the Little Children       | 9. Mai 2004          | 10. Mai 2005                          | Dan Minahan      | Elizabeth Sarnoff |
| 9          | 9         | Bestechung                  | No Other Sons or Daughters       | 16. Mai 2004         | 17. Mai 2005                          | Ed Bianchi       | George Putnam     |
| 10         | 10        | Gerechtigkeit für Mister Wu | Mister Wu                        | 23. Mai 2004         | 17. Mai 2005                          | Dan Minahan      | Bryan McDonald    |
| 11         | 11        | Vater und Tochter           | Jewel's Boot Is Made for Walking | 6. Juni 2004         | 24. Mai 2005                          | Steve Shill      | Ricky Jay         |
| 12         | 12        | Sheriff Bullock             | Sold Under Sin                   | 13. Juni 2004        | 24. Mai 2005                          | Davis Guggenheim | Ted Mann          |

## Staffel 2
Die Erstausstrahlung der zweiten Staffel war vom 6. März bis zum 22. Mai 2005 auf dem US-amerikanischen auf dem US-amerikanischen Kabelsender HBO zu sehen. Die deutschsprachige Erstausstrahlung sendete der Sender Premiere Film vom 6. Oktober bis zum 22. Dezember 2005, wobei die neunte Folge erst am 14. März 2006 ausgestrahlt wurde.
| Nr. (ges.) | Nr. (St.) | Deutscher Titel               | Originaltitel               | Erstausstrahlung USA | Deutschsprachige Erstausstrahlung (D) | Regie             | Drehbuch          |
| ---------- | --------- | ----------------------------- | --------------------------- | -------------------- | ------------------------------------- | ----------------- | ----------------- |
| 13         | 1         | Lebenslüge (1)                | A Lie Agreed Upon (Part I)  | 6. März 2005         | 6. Okt. 2005                          | Ed Bianchi        | David Milch       |
| 14         | 2         | Lebenslüge (2)                | A Lie Agreed Upon (Part II) | 13. März 2005        | 6. Okt. 2005                          | Ed Bianchi        | Jody Worth        |
| 15         | 3         | Gerüchte                      | New Money                   | 20. März 2005        | 20. Okt. 2005                         | Steve Shill       | Elizabeth Sarnoff |
| 16         | 4         | Requiem für einen Blasenstein | Requiem for a Gleet         | 27. März 2005        | 27. Okt. 2005                         | Alan Taylor       | Ted Mann          |
| 17         | 5         | Komplikationen                | Complications               | 3. Apr. 2005         | 3. Nov. 2005                          | Gregg Fienberg    | Victoria Morrow   |
| 18         | 6         | Ein hoher Preis               | Something Very Expensive    | 10. Apr. 2005        | 10. Nov. 2005                         | Steve Shill       | Steve Shill       |
| 19         | 7         | Schweigen ist Gold            | E.B. Was Left Out           | 17. Apr. 2005        | 17. Nov. 2005                         | Michael Almereyda | Jody Worth        |
| 20         | 8         | Das Fahrrad                   | Childish Things             | 24. Apr. 2005        | 24. Nov. 2005                         | Tim Van Patten    | Regina Corrado    |
| 21         | 9         | Hengst auf der Flucht         | Amalgamation and Capital    | 1. Mai 2005          | 14. März 2006                         | Ed Bianchi        | Elizabeth Sarnoff |
| 22         | 10        | William                       | Advances, None Miraculous   | 8. Mai 2005          | 8. Dez. 2005                          | Dan Minahan       | Sara Hess         |
| 23         | 11        | Beerdigung                    | The Whores Can Come         | 15. Mai 2005         | 15. Dez. 2005                         | Gregg Fienberg    | Bryan McDonald    |
| 24         | 12        | Klare Verhältnisse            | Boy-the-Earth-Talks-To      | 22. Mai 2005         | 22. Dez. 2005                         | Ed Bianchi        | Ted Mann          |

## Staffel 3
Die Erstausstrahlung der dritten Staffel war vom 11. Juni 2006 bis zum 27. August 2007 auf dem US-amerikanischen Kabelsender HBO zu sehen. Die deutschsprachige Erstausstrahlung sendete der Sender Premiere Film vom 24. August bis zum 9. November 2007.
| Nr. (ges.) | Nr. (St.) | Deutscher Titel      | Originaltitel                         | Erstausstrahlung USA | Deutschsprachige Erstausstrahlung (D) | Regie          | Drehbuch                     |
| ---------- | --------- | -------------------- | ------------------------------------- | -------------------- | ------------------------------------- | -------------- | ---------------------------- |
| 25         | 1         | Kampf der Kandidaten | Tell Your God to Ready for Blood      | 11. Juni 2006        | 24. Aug. 2007                         | Mark Tinker    | David Milch & Ted Mann       |
| 26         | 2         | Das Loch in der Wand | I Am Not the Fine Man You Take Me For | 18. Juni 2006        | 31. Aug. 2007                         | Dan Attias     | David Milch & Regina Corrado |
| 27         | 3         | Goldgier             | True Colors                           | 25. Juni 2006        | 7. Sep. 2007                          | Gregg Fienberg | Regina Corrado & Ted Mann    |
| 28         | 4         | Bankgeschäfte        | Full Faith and Credit                 | 2. Juli 2006         | 14. Sep. 2007                         | Ed Bianchi     | Ted Mann                     |
| 29         | 5         | Auge um Auge         | A Two-Headed Beast                    | 9. Juli 2006         | 21. Sep. 2007                         | Dan Minahan    | David Milch                  |
| 30         | 6         | Afrikanisches Gold   | A Rich Find                           | 16. Juli 2006        | 28. Sep. 2007                         | Tim Hunter     | Alix Lambert                 |
| 31         | 7         | Nie mehr Zimt        | Unauthorized Cinnamon                 | 23. Juli 2006        | 5. Okt. 2007                          | Mark Tinker    | Regina Corrado               |
| 32         | 8         | Der Leviathan grinst | Leviathan Smiles                      | 30. Juli 2006        | 12. Okt. 2007                         | Ed Bianchi     | Kem Nunn                     |
| 33         | 9         | Talentschuppen       | Amateur Night                         | 6. Aug. 2006         | 19. Okt. 2007                         | Adam Davidson  | Nick Towne & Zack Whedon     |
| 34         | 10        | Ziel verfehlt        | A Constant Throb                      | 13. Aug. 2006        | 26. Okt. 2007                         | Mark Tinker    | W. Earl Brown                |
| 35         | 11        | Der Druck steigt     | The Catbird Seat                      | 20. Aug. 2006        | 2. Nov. 2007                          | Gregg Fienberg | Bernadette McNamara          |
| 36         | 12        | Abreise              | Tell Him Something Pretty             | 27. Aug. 2006        | 9. Nov. 2007                          | Mark Tinker    | Ted Mann                     |